# Kōichi Maeda
Kōichi Maeda (japanisch 前田 晃一 Maeda Kōichi; * 28. Mai 1991 in der Präfektur Osaka) ist ein ehemaliger japanischer Fußballspieler.

## Karriere
Maeda erlernte das Fußballspielen in der Schulmannschaft der Konko Osaka High School und der Universitätsmannschaft der Kansai-Universität. Seinen ersten Vertrag unterschrieb er 2014 bei FC Ryūkyū. Der Verein spielte in der dritthöchsten Liga des Landes, der J3 League. Für den Verein absolvierte er 37 Ligaspiele. Im Juli 2015 wechselte er zum Ligakonkurrenten Renofa Yamaguchi FC. Für den Verein absolvierte er 10 Ligaspiele. 2016 wechselte er zum Ligakonkurrenten Fujieda MYFC. Für den Verein absolvierte er 29 Ligaspiele. 2017 wechselte er zum Nara Club. Für den Verein absolvierte er 39 Ligaspiele. Ende 2019 beendete er seine Karriere als Fußballspieler.